# Dimityr Łargow
Dimityr Simeonow Łargow (bułg. Димитър Симеонов Ларгов, ur. 10 września 1936 w Sofii, zm. 26 listopada 2020 tamże) – bułgarski piłkarz grający na pozycji obrońcy. W swojej karierze rozegrał 20 meczów w reprezentacji Bułgarii.

## Kariera klubowa
W swojej karierze piłkarskiej Łargow grał w klubie Sławia Sofia. W latach 1963, 1964 i 1966 zdobył ze Slawią Puchar Bułgarii.

## Kariera reprezentacyjna
W reprezentacji Bułgarii Łargow zadebiutował 13 maja 1959 w wygranym 3:2 towarzyskim spotkaniu z Holandią. W 1960 wystąpił na igrzyskach olimpijskich w Rzymie. W 1966 rozegrał jedno spotkanie mistrzostw świata w Anglii, z Węgrami (1:3). Od 1959 do 1966 rozegrał w drużynie narodowej 20 meczów.
| Mecze i gole w reprezentacji | Mecze i gole w reprezentacji | Mecze i gole w reprezentacji | Mecze i gole w reprezentacji | Mecze i gole w reprezentacji | Mecze i gole w reprezentacji | Mecze i gole w reprezentacji |
| #                            | Data                         | Stadion                      | Rywal                        | Wynik                        | Gol                          | Rozgrywki                    |
| 1959                         | 1959                         | 1959                         | 1959                         | 1959                         | 1959                         | 1959                         |
| ---------------------------- | ---------------------------- | ---------------------------- | ---------------------------- | ---------------------------- | ---------------------------- | ---------------------------- |
| 1.                           | 13.05.1959                   | Sofia, Bułgaria              | Holandia                     | 3:2                          | 0                            | towarzyski                   |
| 2.                           | 13.09.1959                   | Sofia, Bułgaria              | Związek Radziecki            | 1:0                          | 0                            | kwal. IO 1960                |
| 3.                           | 11.10.1959                   | Sofia, Bułgaria              | Francja                      | 1:0                          | 0                            | towarzyski                   |
| 4.                           | 25.10.1959                   | Sofia, Bułgaria              | Jugosławia                   | 1:1                          | 0                            | kwal. PNE 1960               |
| 5.                           | 08.11.1959                   | Bukareszt, Rumunia           | Rumunia                      | 0:1                          | 0                            | kwal. IO 1960                |
| 6.                           | 06.12.1959                   | Sofia, Bułgaria              | Dania                        | 2:1                          | 0                            | towarzyski                   |
| 1960                         |                              |                              |                              |                              |                              |                              |
| 7.                           | 03.04.1960                   | Amsterdam, Holandia          | Holandia                     | 2:4                          | 0                            | towarzyski                   |
| 8.                           | 01.05.1960                   | Sofia, Bułgaria              | Rumunia                      | 2:1                          | 0                            | kwal. IO 1960                |
| 9.                           | 22.05.1960                   | Sofia, Bułgaria              | Belgia                       | 4:1                          | 0                            | towarzyski                   |
| 10.                          | 26.06.1960                   | Chorzów, Polska              | Polska                       | 0:4                          | 0                            | towarzyski                   |
| 11.                          | 10.07.1960                   | Sofia, Bułgaria              | Niemcy Wschodnie             | 2:0                          | 0                            | towarzyski                   |
| 12.                          | 26.08.1960                   | Grosseto, Włochy             | Turcja                       | 3:0                          | 0                            | IO 1960                      |
| 13.                          | 29.08.1960                   | L’Aquila, Włochy             | Egipt                        | 2:0                          | 0                            | IO 1960                      |
| 14.                          | 01.09.1960                   | Rzym, Włochy                 | Jugosławia                   | 3:3                          | 0                            | IO 1960                      |
| 15.                          | 23.11.1960                   | Sofia, Bułgaria              | Niemcy Zachodnie             | 2:1                          | 0                            | towarzyski                   |
| 16.                          | 27.11.1960                   | Sofia, Bułgaria              | Turcja                       | 2:1                          | 0                            | towarzyski                   |
| 17.                          | 11.12.1960                   | Paryż, Francja               | Francja                      | 0:3                          | 0                            | kwal. MŚ 1962                |
| 1965                         |                              |                              |                              |                              |                              |                              |
| 18.                          | 29.12.1965                   | Florencja, Włochy            | Belgia                       | 2:1                          | 0                            | kwal. MŚ 1962                |
| 1966                         |                              |                              |                              |                              |                              |                              |
| 19.                          | 25.02.1966                   | Kair, Egipt                  | Egipt                        | 2:2                          | 0                            | towarzyski                   |
| 20.                          | 20.07.1966                   | Manchester, Anglia           | Węgry                        | 0:2                          | 0                            | MŚ 1966                      |